# Streptopelia vinacea
La tórtola vinosa o tórtola morada (Streptopelia vinacea) es una especie de ave columbiforme de la familia Columbidae propia del África subsahariana.

## Descripción
Esta es una tórtola pequeña pero robusta que mide unos 25 cm de largo. Su dorso, alas y cola son marrón claro. Durante el vuelo se puede observar la zona negruzca inferior de sus alas. La cabeza y partes inferiores son rosado grisáceo claro, y posee una mancha negra en la parte posterior del cuello con una orla blanca. Las patas son rojas, y la cola posee destellos blancos. Ambos sexos son similares, pero los juveniles son más claros que los adultos. La llamada es un coo-cu-cu-coo rápido.

## Distribución y hábitat
Esta especie de tórtola es un residente reproductor muy difundido del cinturón africano al sur del desierto del Sahara.
Su hábitat son las zonas arbustivas y las sabanas. 

## Comportamiento
Construye su nido en un árbol, a menudo una acacia, y pone dos huevos blancos. Su vuelo es rápido, con batir de alas regular  y un golpe ocasional fuerte de las alas que es característico de las palomas en general.
Se alimenta de semillas, granos y otra vegetación. Es un ave muy terrestre y por lo general se alimenta en el suelo. A diferencia de otras especies de este género son muy gregarias y a menudo se alimentan en grandes bandadas conjuntamente con otras especies de palomas.